# NONFIX
『NONFIX』（ノンフィックス）とは、フジテレビのドキュメンタリー番組である。

## 概要
1989年10月に放送開始。当初は毎週深夜（1時から5時までの間）に放送されていた。その後関東ローカルで不定期に放送されていたものの、その頻度は減り、2020年は一度も放送されず、2021年1月に一度だけ放送された。2022年3月30日の「ラーメン二郎という奇跡 ～総帥・山田拓美の“遺言”～」を最後に、その後は放送されていなかったが（2023年3月現在）、2023年5月29日に新作『NO 選挙，NO LIFE』（出演：畠山理仁、撮影・演出：前田亜紀）が放送された。
NONFIXとは「固定していない」の意味で、「ノンフィクション」とは無関係。当時フジテレビ編成部に属していた金光修と石山辰吾が企画した。
制作者は「民放としての枷を外し、制作サイドが伝えたいメッセージをダイレクトに番組に反映させることのできる数少ない番組」としている。森達也をはじめ、多くのディレクターを輩出してきた。ギャラクシー賞やATP賞を受賞した作品も数多い。

## 過去に作品を発表したディレクター
- 是枝裕和（映画監督）
- 森達也（映画監督・作家）
- 野中真理子（映画監督）
- 瀬々敬久（映画監督）
- 村上賢司（映画監督・テレビディレクター）
- 姫田忠義（映画監督・映像民俗学者）
- 松本こうどう（テレビ番組ディレクター）
- 小野さやか（映画監督・テレビディレクター）
- 西原孝至（映画監督・テレビディレクター）
- 長江俊和（テレビディレクター・作家・映画監督）
- 前田亜紀（テレビディレクター・映画監督・プロデューサー）